# Bulmer (lettertype)
Bulmer is de naam voor een schreeflettertype oorspronkelijk door typograaf William Martin (1757-1830) ontworpen in ca. 1790 voor de Shakespeare Press. De lettertypen werden gebruikt voor de druk van Boydell Shakespeare folio editie. Een hedendaagse digitale revival zoals rechts afgebeeld, in eindverantwoording door Robin Nicholas van Monotype Imaging is gebaseerd op een herziene versie uit 1928 door Morris Fuller Benton van American Type Founders.
William Martins broer John Martin gaf leiding aan John Baskerville. William Martin werkte op zijn beurt onder leiding van John Baskerville, en zijn lettertypen vertonen Baskerville's invloeden. Ze vertonen een verticale strekking, met een gematigd toenemende schreefcontrast, en meer fijn uitgesneden schreven. Martins typen neigen meer verticaal. D.B. Updike omschreef Martins typen als "delicaat en levendig, door-en-door Engels".
Bulmers genuanceerde karakters zijn de hoofdletter 'R' met een gekrulde staart. De kleine letter 'g' heeft een kleine ring en een gekruld oor; een zwaardere schreefdikte rechtsonder maakt dat de letter achterover lijkt te leunen. De cursieve hoofdletters 'J' 'K' 'N' 'T' en 'Y' herinneren aan Baskervilles type; hier is de invloed van deze meester zichtbaar. Oorspronkelijk had dit lettertype uithangende cijfers, terwijl die bij de huidige Monotype variant op de regel staan (tabelcijfers).